# (17748) Uedashoji
(17748) Uedashoji (1998 CL) – planetoida z pasa głównego asteroid okrążająca Słońce w ciągu 3,63 lat w średniej odległości 2,36 j.a. Odkryta 1 lutego 1998 roku.